# پنجه‌گرگی سفت
پنجه‌گرگی سفت (نام علمی: Lycopodium annotinum) نام یک گونه از سرده لیکوپدیوم است.